# Ion Testemițanu
Ion Testemițanu (Chișinău, 27 aprile 1974) è un ex calciatore moldavo, di ruolo difensore.